# Сражение за Ленкорань 1809
В сентябре 1809 года, когда, по приказу Аббаса-Мирзы, одиннадцати-тысячное каджарское войско под командованием Фараджуллы-хана Афшара Насагчибаши (командующего имперской гвардией) атаковало Ленкорань.

## Причина
Мир Мустафа-хан отказался выполнить требований шаха в которые входили отказ от верности Россий и чтобы Мир Мустафа-хан отдал одну из своих дочерей в жены сыну шаха.

## Итог
28 сентября отряд из 11 000 иранцев во главе с Фараджоллой-ханом взял Ленкорань и сжег ее. Поскольку город был окружен лесами, русские суда мало что могли сделать, чтобы помочь. Поскольку хан со своей семьей и имуществом искал убежища на полуострове, который имел естественную оборону, хан, подстрекаемый Челеевым, построил укрепления артиллерийскими частями, в то время как корабли были подведены близко к берегу, чтобы открыть огонь случае необходимости.

## Предпосылки
к реке Терек. Более того, продвижение русских в Талыш, который находился к югу от рек Аракс и Кура, опровергало как предложения Гудовича, так и Тормасова о мире. Воспользовавшись занятостью Тормасова на других фронтах, шах потребовал, чтобы Мир-Мустафа-хан правитель Талышского ханства отказался от своей верности России и отдал одну из своих дочерей в жены сыну шаха. Хан отказался и перевез свою семью в форт Гамишван. Его сын Мир-Хасан встретил иранцев во главе с Хосейном Коли, бывшим ханом Баку, Хашем-ханом Ширвана, Али-ханом Рудбара и Мохаммад-ханом Бигдили, около Оджаруда. После победы над захватчиками Мир-Хасан захватил в плен брата Хашем-хана, Али-хана Рудбара и Мохаммад-хана Бигдили. Затем шах приказал Фараджоллах-хану с примерно 6000 человек выступить из Ардебиля и перейти в ханство со стороны Мугана. Фараджолла схватил Назар-Али-хана, который отдал свою дочь Мир-Мустафе, и отправил его к шаху. Давид Корганов, армянский купец из Астрахани, сообщил русским, что другая армия под командованием Мухаммеда Реза-хана движется по побережью от Гиляна и что Мир-Мустафа отправил свою семью и большую часть населения Ленкорани на полуостров Гамышван и просит русской помощи. 13 сентября Челеев, комендант Каспийской флотилии, отправил Тормасову сообщение, в котором говорилось, что он и его три судна, Казань, военный корабль класса корвет, Волга, бриг и щеголь, люгер, достиг Ленкорани, но ее жители, ожидавшие прибытия большого контингента иранских войск, покинули город. 26 сентября Тормасов отправил Мир-Мустафе послание, в котором говорилось, что у хана нет причин для беспокойства, так как иранцы не будут атаковать поздней осенью из-за нехватки продовольствия и мятежей в Хорасане. Он добавил, что ханство имеет хорошую естественную оборону и что он пришлет подкрепление.